# Pumpspeicherkraftwerk Riedl
Das Pumpspeicherkraftwerk Riedl (auch als Energiespeicher Riedl bezeichnet) ist ein Schachtkraftwerk, das die Donaukraftwerk Jochenstein AG als Projektträger nahe der Ortschaft Riedl in der Gemeinde Untergriesbach (Landkreis Passau) plant. Das Grundkapital an der Projektträgergesellschaft wurde zum 31. Dezember 2016 jeweils zur Hälfte von der Verbund AG und der Innwerk AG, Stammham, einer 100-%-Tochtergesellschaft der Verbund AG, gehalten.

## Geschichte
Erste Überlegungen zum Bau eines Pumpspeicherkraftwerks gab es bereits in den 1970er-Jahren.
Den Plänen zufolge soll in einer Senke zwischen den Ortschaften Riedl und Gottsdorf ein 4,23 Millionen Kubikmeter Wasser fassender oberer Stausee entstehen, der als Energiespeicher dient. Das Wasser stammt aus der nahen Donau und sollte in Zeiten niedrigen Stromverbrauchs den Berg hochgepumpt werden. Wenn der Energiebedarf hoch ist, wird es abgelassen und so wieder Strom erzeugt. Sowohl Leitungen als auch Kraftwerk sollen unter der Erde liegen. Baubeginn sollte 2015 sein, Fertigstellung 2018. Mit 350 Millionen Euro Kosten und vier Jahren Bauzeit wäre es derzeit das größte private Bauvorhaben in Ostbayern gewesen.
Der Damm wäre 20 m hoch geworden und die Seefläche 24 ha groß gewesen. Die Leistung sollte 300 Megawatt betragen, bei einer Fallhöhe von 340 m.
Das Projekt war politisch umstritten: Befürworter verweisen auf die Notwendigkeit, die Speicherkapazität für elektrischen Strom auszubauen, wofür in großem Maßstab allein Pumpspeicherkraftwerke eine bewährte Technik seien, auch wenn alternative Ansätze zur Energiespeicherung ebenso verfolgt werden sollen. Der Meinungsbildungsprozess schien noch nicht bei allen Parteien abgeschlossen zu sein. Die Gegner des Pumpspeicherkraftwerks Riedl befürchteten ökologische Nachteile und eine Stärkung der Atomwirtschaft durch das Pumpspeicherkraftwerk:
„Einer Gewinnmaximierung von Atomstrom via Riedl wird der Bund Naturschutz nie zustimmen“ (Helmut Steininger, Vorstandsmitglied und Schatzmeister des Bund Naturschutz in Bayern: 8. Dezember 2010). Gegen das Projekt hatte sich eine Bürgerinitiative gebildet. Die Regionalpolitik unterstützte das Projekt. Im September 2012 wurden die Unterlagen für das Planfeststellungsverfahren eingereicht.
Am 25. Oktober 2023 endete der Erörterungstermin für den Energiespeicher Riedl und die Organismenwanderhilfe Jochenstein. Die Zuständigkeit für die Genehmigung liegt jetzt bei der Planfeststellungsbehörde, dem Landratsamt Passau.